# 1984년 K리그 챔피언결정전
K리그 챔피언십 1984은 K리그의 2번째 챔피언을 가리는 대회이다. K리그에서 실행된 첫 번째 챔피언십 대회이다. 대우 로얄즈가 유공 코끼리를 꺾고 우승을 차지했다.

## 참가팀
- 유공 코끼리: 전기리그 우승
- 대우 로얄즈: 후기리그 우승

## 경기

### 1차전
| 유공 코끼리  | 0 : 1 | 대우 로얄즈 |
| ------------ | ----- | ----------- |
| - 박창선 41′ |       |             |

### 2차전
| 대우 로얄즈  | 1 : 1 | 유공 코끼리  |
| ------------ | ----- | ------------ |
| - 정해원 63′ |       | - 이상용 87′ |

## 같이 보기
- 1984년 K리그